# Dipseudopsis longispina
Dipseudopsis longispina är en nattsländeart som beskrevs av Martin E. Mosely 1936. Dipseudopsis longispina ingår i släktet Dipseudopsis och familjen Dipseudopsidae. Inga underarter finns listade i Catalogue of Life.